# Radiație terahertz
Radiația terahertz se referă la undele electromagnetice din domeniul spectral cuprins între infraroșu și undele radio, cu frecvențe în intervalul de la 0,3 până la 3 terahertzi (THz). Aceste radiații au aplicații în imagistică, spectroscopie, comunicații și medicină, datorită capacității lor de a penetra diverse materiale și de a detecta modificări subtile în structura acestora. Cu toate acestea, dezvoltarea tehnologică și reglementarea rămân obstacole pentru utilizarea pe scară largă a acestei tehnologii.